# Schasche-Cyclecar

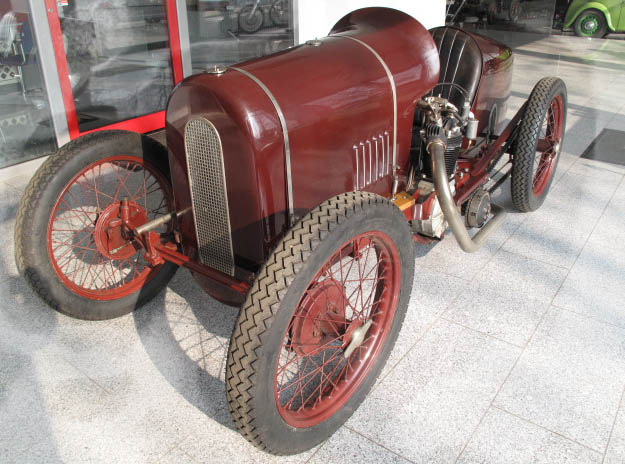
Schasche-Cyclecar

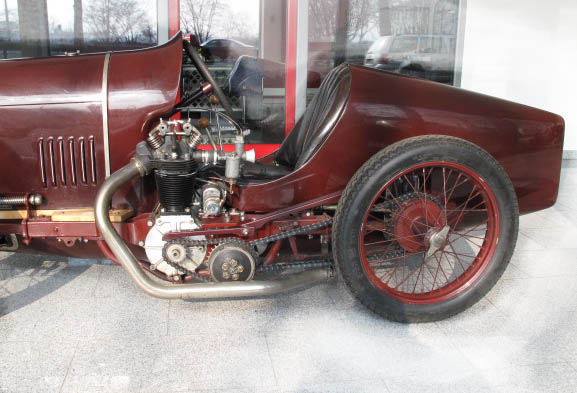
Blick auf Motor und Kettenantrieb

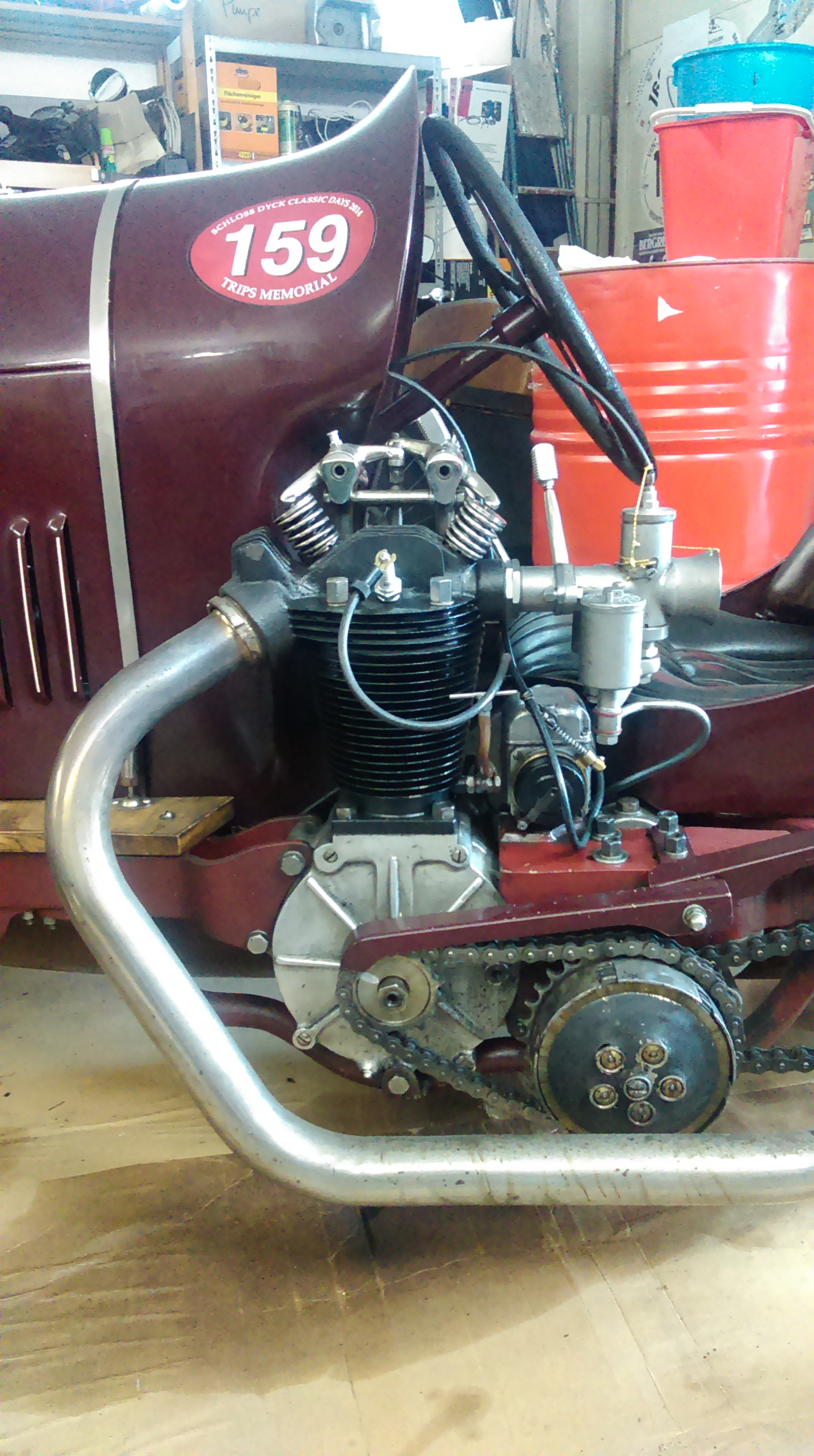
Motor

Das Schasche-Cyclecar ist ein Rennwagen.

## Hersteller
Alois Schasche war in den 1920er Jahren Importeur der belgischen Motorradfirma Saroléa für Österreich. Auf einem Werbeplakat finden sich die Standortangaben Möllwaldplatz 5, Favoritenstraße 30 sowie der 4. Bezirk von Wien. Er bot Automobile, Motorräder, Fahrräder, Pneumatik und sämtliches Zubehör an. 1929 präsentierte er ein Cyclecar auf der Wiener Frühjahrsmesse. Mit dem Fahrzeug sollten im Laufe des Frühjahres offiziell angemeldete Fahrversuche zum Brechen des bestehenden Weltrekords (108 km/h) der Cyclecar-Klasse bis 500 cm³ Hubraum unternommen werden. Schauplatz Neunkirchner Allee in Wien. Ob mehr als ein Fahrzeug entstand, ist nicht bekannt.

## Fahrzeugbeschreibung
Das Fahrzeug ist ein einsitziger Rennwagen. Für den Antrieb sorgt ein Einzylindermotor von Saroléa mit 500 cm³ Hubraum, der seitlich außerhalb des Rahmens montiert ist und das linke Hinterrad antreibt. Die Kraftübertragung erfolgt mittels einer Kette. Verwendung fand der 1928 vorgestellte Saroléa-Rennmotor 23 U. Er leistete etwa 25 PS.
Schasche setzte das Fahrzeug bei Rennen in Österreich ein. Ein Foto zeigt es zusammen mit dem Karner Cyclecar, das Anton Rupert Karner 1929 herstellte, auf dem Wiener Trabrennplatz. Das Fahrzeug existiert noch heute.